# Port lotniczy Astipalea
Port lotniczy Astipalea (IATA: JTY, ICAO: LGPL) – krajowy port lotniczy położony na wyspie Astipalea, w Grecji.

## Linie lotnicze i połączenia
| Linia Lotnicza | Kierunek                                      |
| -------------- | --------------------------------------------- |
| Cycladic       | 1. Heraklion 2. Paros 3. Siros                |
| Sky Express    | 1. Ateny 2. Kalimnos 3. Kos 4. Leros 5. Rodos |